# Oxford (Géorgie)
Pour les articles homonymes, voir Oxford (homonymie).
Oxford est une ville américaine située dans le comté de Newton, en Géorgie. Selon le recensement de 2020, sa population est de 2 308 habitants.

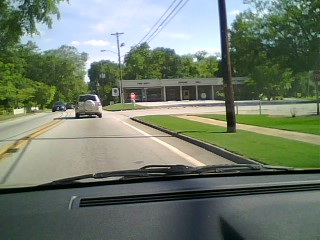
Georgia State Route 81 au sud, près de l'hôtel de ville d'Oxford le 31 mai 2009.